# Ёж (канонерская лодка)
«Ёж» — парусно-гребная канонерская лодка Черноморского флота Российской империи, участник русско-турецкой войны 1828—1829 годов.

## Описание судна
Парусно-гребная канонерская лодка с деревянным корпусом, одна из 30 канонерских лодок типа «Дерзкая», строившихся в Николаеве и Херсоне с 1819 по 1828 год по чертежам адмирала А. С. Грейга. Длина лодки по сведениям из различных источников составляла 22,86—22,9 метра, ширина — 5,2—5,23 метра, а осадка — 1,6—1,8 метра. Канонерская лодка имела опускающиеся мачты и была вооружена тремя 24-фунтовыми пушками.
Была одним из трёх парусных и парусно-гребных судов в истории Российского флота, носившим такое наименование. Также в составе Азовского флота нёс службу одноимённый линейные корабль 1700 года постройки, а в составе Каспийской флотилии — шмак 1703 года постройки.

## История службы
Канонерская лодка «Ёж» была заложена на стапеле Херсонской верфи 18 (30) января 1822 года и после спуска на воду 29 июля (10 августа) 1822 года вошла в состав Черноморского флота России. Строительстве вёл кораблестроитель подполковник А. К. Каверзнев.
Во время русско-турецкой войны 1828—1829 годов принимала участие в боевых действиях на Дунае, у Варны и Сизополя. По окончании службы в 1831 году была разобрана. 

### Комментарии
1. ↑  75 футов[1].
2. ↑  17 футов 2 дюйма[1].
3. ↑  5 футов 11 дюйма[1].